# Pholidostachys synanthera
Pholidostachys synanthera là loài thực vật có hoa thuộc họ Arecaceae. Loài này được (Mart.) H.E.Moore miêu tả khoa học đầu tiên năm 1969.